# Wilczomlecz błotny

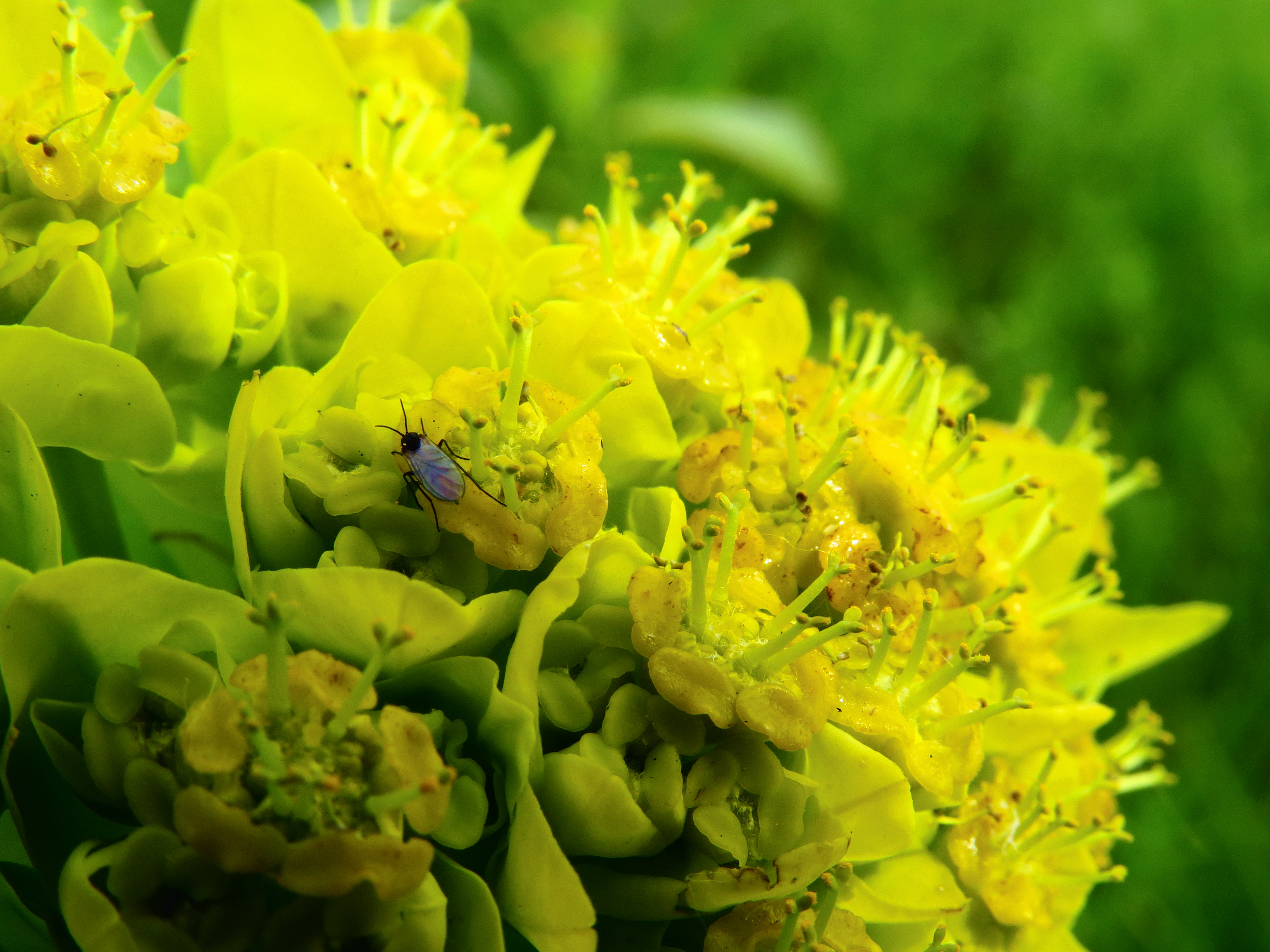
Kwiaty

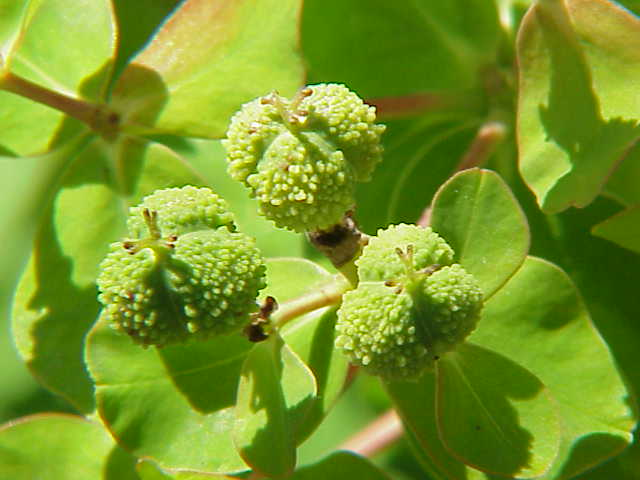
Owoce

Wilczomlecz błotny (Euphorbia palustris L.) – gatunek rośliny należący do rodziny wilczomleczowatych. Występuje w Europie z wyjątkiem jej południowych i północnych krańców, na wschodzie sięga po północno-zachodni Kazachstan. W Polsce gatunek rzadki. Rośnie głównie w dolinach dużych rzek i ustępuje z powodu ich regulacji, bowiem ograniczenie naturalnych wezbrań utrudnia jego skuteczne rozsiewanie się. Jest rośliną trującą, ale też wykorzystywaną jako ozdobna i lecznicza.

## Rozmieszczenie geograficzne
Gatunek występuje na rozległych obszarach Europy i na zachodnich krańcach Azji, związany jest z siedliskami aluwialnymi w dolinach rzek. Wzdłuż południowej granicy zasięgu rośnie na nielicznych, rozproszonych stanowiskach w północnej Hiszpanii, we Włoszech, Grecji i Turcji. Na zachodzie sięga po Francję, kraje Beneluksu i południową Norwegię. Występuje w południowej Szwecji, w pasie wybrzeży wokół Zatoki Fińskiej i Ryskiej. Najliczniej rośnie na nizinach Europy Środkowej w Niemczech, Czechach, a zwłaszcza na Kotlinie Panońskiej i dalej na wschód od Karpat – w Mołdawii, na Ukrainie i w południowej Białorusi oraz w południowej Rosji sięgając na wschodzie dorzecza Wołgi i Uralu (także w północno-zachodnim Kazachstanie). Informacje o występowaniu gatunku dalej na wschód – w zachodniej Syberii oraz w rejonie Ałtaju mogą dotyczyć blisko spokrewnionych gatunków z serii Soongaricae.
W Polsce rośnie w dolinie Odry od Zalewu Szczecińskiego po okolice Brzegu, wzdłuż dolnej i środkowej Warty po okolice Koła, rzadziej rośnie nad Wisłą na odcinku od Krakowa po Nowy Dwór Mazowiecki, nad Bugiem i Sanem (w okolicy jego ujścia i koło Przemyśla). Pojedyncze stanowiska ma poza dolinami rzek, głównie na Pomorzu Zachodnim, ziemi lubuskiej i Dolnym Śląsku. Liczniejsze stanowiska tego gatunku znajdują się w rejonie Polesia Podlaskiego i Wołyńskiego.

## Morfologia

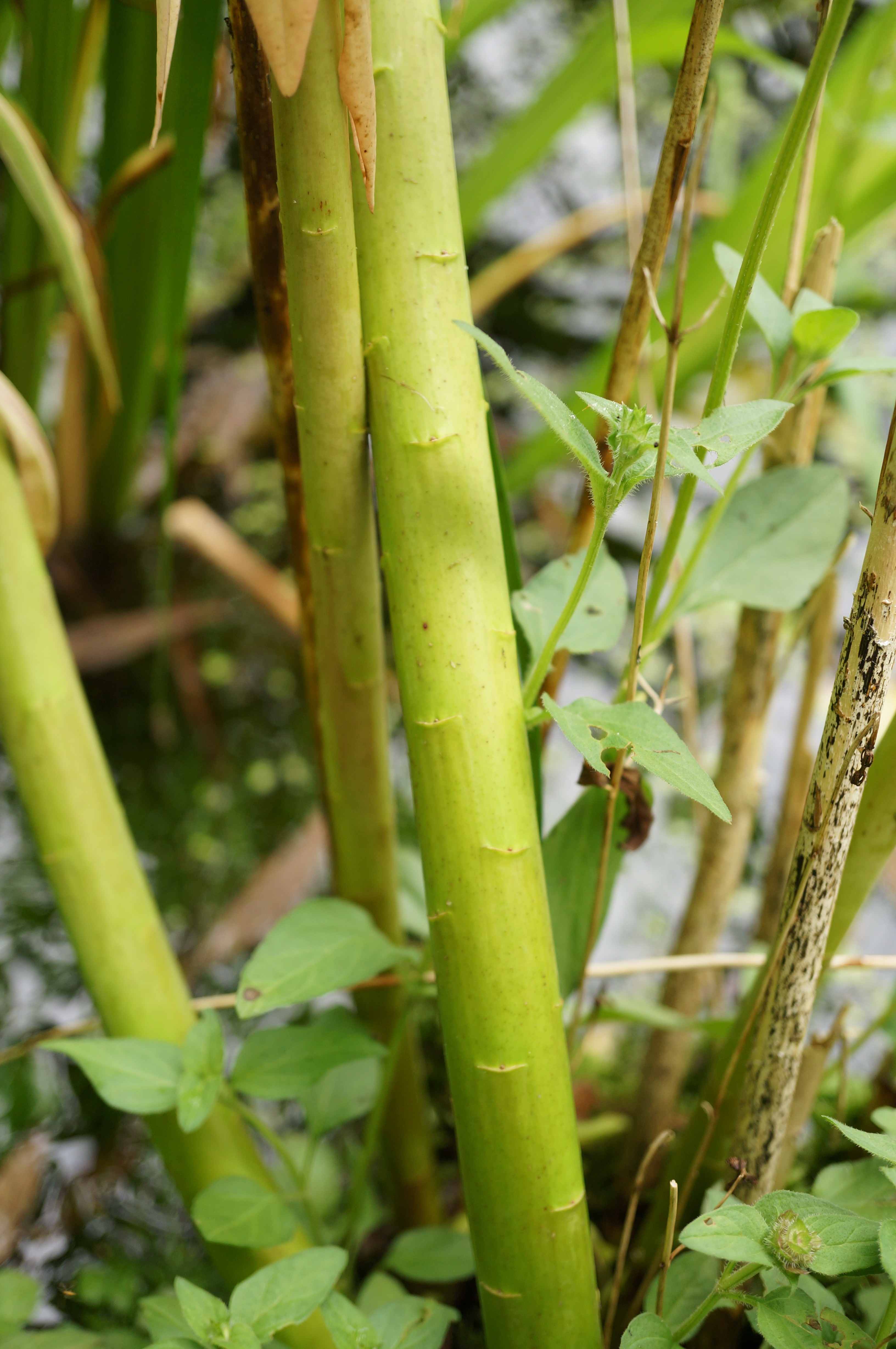
Łodygi

PokrójRoślina zielna przypominająca pokrojem niewielki krzew wierzby, o prosto wzniesionych, wyrastających w kępach pędach osiągających zwykle ok. 120 cm wysokości, ale wahających się od 70 do 180 cm.
Organy podziemneMłode rośliny tworzą pojedynczy, tęgi korzeń palowy. Od trzeciego roku życia korzeń tworzy silnie rosnące, grube rozgałęzienia. Szyja korzeniowa drewnieje i z czerwonawych pąków rozwijających się na poziomie gruntu po jej bokach wyrastają boczne pędy, z których nasad wyrastają kolejne grube korzenie. Szyja korzeniowa osiąga z czasem 5 do 10 cm średnicy. Korzenie sięgają do 1 m głębokości.
ŁodygiPojedynczy okaz może w zależności od wieku rośliny i warunków rozwoju wypuszczać od 1 do 120 łodyg. Osiągają one w części nadziemnej zwykle do 17 mm średnicy (rzadko do 22 mm). Łodygi są nagie, dęte, z sinawym nalotem, często czerwono nabiegłe u nasady. Pędy kwitnące rozgałęziają się w górnej części. W czasie owocowania są one przerastane przez wyżej rosnące pędy wegetatywne.
LiścieLiczne, siedzące, osadzone skrętolegle na łodygach. Blaszka jest miękka, gładka o kształcie lancetowatym do eliptycznolancetowatego, prawie całobrzega lub miękko i drobno piłkowana, zakończona tępo lub zaostrzona. Liście osiągają średnio 4,6 cm długości i 1,2 cm na bocznych odgałęzieniach w górnej części pędów i ponad 9 cm długości oraz 2 cm szerokości na głównych pędach.
KwiatyTworzą charakterystyczne dla rodzaju kwiatostany – cyjacja zebrane w wieloszypułowy, szczytowy kwiatostan złożony. Całobrzegie i żółte podsadki otaczające cyjacja mają kształt odwrotnie jajowaty lub okrągławoeliptyczny. Miodniki znajdujące się na zewnątrz owłosionych listków tzw. okrywy, występują w liczbie czterech, rzadziej pięciu lub sześciu, i są poprzecznie jajowate. Okrywa otacza szczytowy (centralny), pojedynczy kwiat żeński pozbawiony okwiatu. Składa się on z trójkomorowej zalążni pokrytej okrągłymi brodawkami, charakterystycznymi dla tego gatunku. Szyjka słupka zwieńczona jest dwudzielnym znamieniem. Kwiat żeński otoczony jest przez 5 grup składających się z 3 do 6 pręcików, które identyfikowane są z pozbawionymi okwiatu kwiatami męskimi. W poszczególnych grupach pręciki dojrzewają kolejno od środka ku zewnętrznej części cyjacjum.
OwoceTrójkomorowe torebki zawierające w każdej z komór pojedyncze nasiona. Torebki są kulistawe o średnicy 5–6 mm. Pokryte są krótkimi i kulistawymi lub nieregularnymi brodawkami. Nasiona są kulistawe lub eliptyczne, o łupinie gładkiej, połyskującej, barwy szaro-brązowo-czarnej (ciemnieją w miarę dojrzewania), z jasnym elajosomem o wymiarach 1×1,3 mm. Całe nasiono osiąga 3,2 do 3,7 mm długości, 2,5 do 3 mm szerokości.

## Ekologia

### Siedlisko

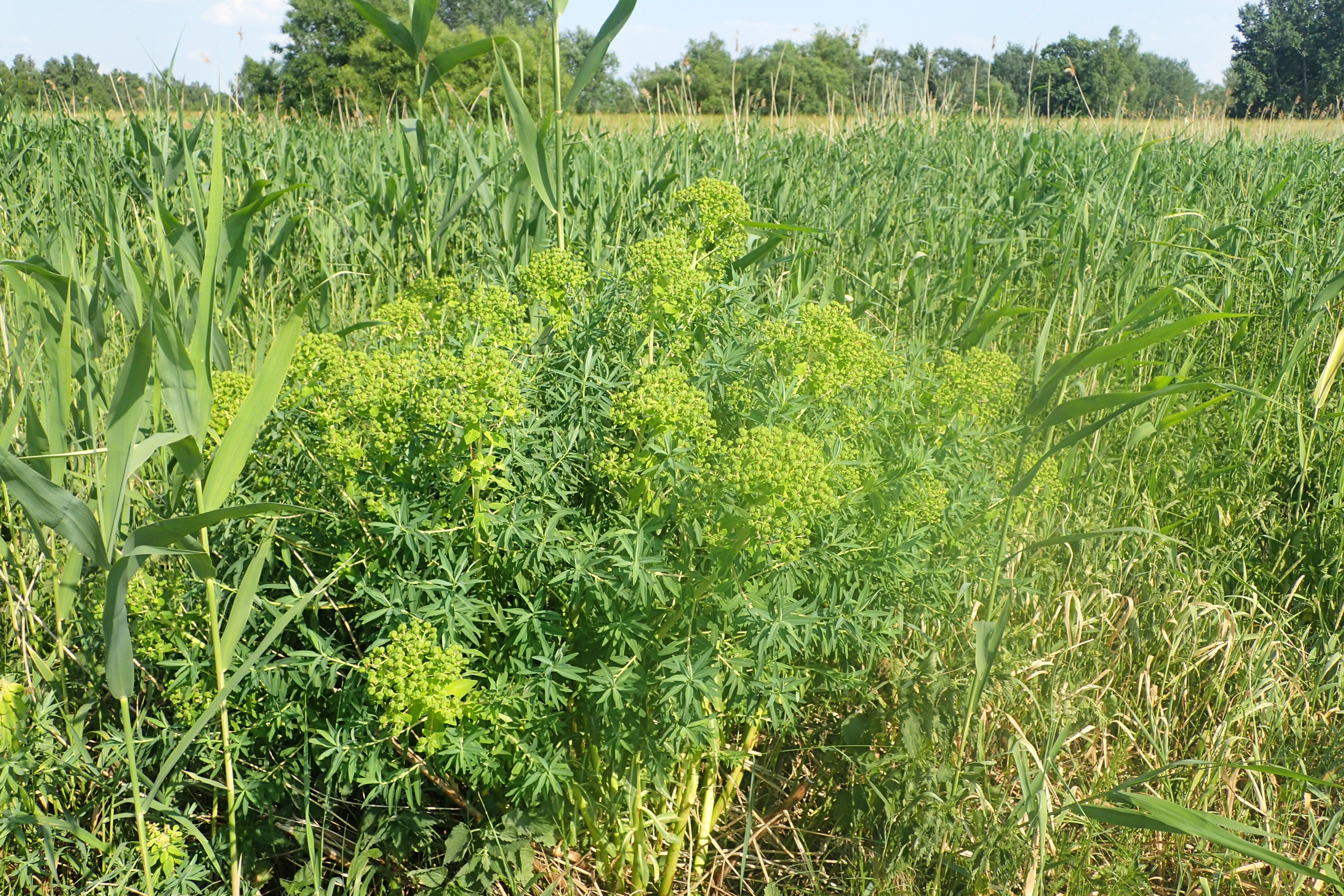
Wilczomlecz błotny rosnący w szuwarze trzcinowym nad dolną Odrą

Gatunek występuje wzdłuż dolin rzecznych na terenach nizinnych, w miejscach regularnie podtapianych Europie Środkowej i Zachodniej oraz zalewanych wiosną w Europie Wschodniej. Rośnie tam najczęściej wzdłuż brzegów rzek, nad starorzeczami i jeziorami, w lasach aluwialnych, w szuwarach i na wilgotnych łąkach. W obszarach Europy silnie przekształconych przez człowieka jego siedliskiem stają się brzegi rowów i kanałów, brzegi pól i porzuconych łąk. Ze względu na długowieczność roślina może się utrzymywać na stanowiskach długo po ich znaczącym przekształceniu. Rośnie na terenach głównie nizinnych i nisko położonych – ok. 90% stanowisk znajduje się na rzędnej poniżej 300 m n.p.m. W południowej części zasięgu (w Turcji) występuje na reliktowych stanowiskach wyżej położonych, maksymalnie do 1800 m n.p.m. W Polsce najwyżej położone stanowiska znajdują się w Bieszczadach na 900 m n.p.m.
Na północy zasięgu (w Skandynawii) gatunek ten rośnie niemal wyłącznie wzdłuż wybrzeży Morza Północnego i Bałtyckiego, wykazując się tolerancją na zasolenie. Zresztą obecny jest także na solniskach śródlądowych na Węgrzech, oraz w miejscach zalewanych słonawymi wodami w pobliżu morskich wybrzeży Włoch i w ujściu Wołgi.
Rośnie na glebach wapiennych, próchnicznych, na namułach, torfach i glinach, mokrych lub przemiennie mokrych i okresowo podsychających. Gleby na stanowiskach są alkaliczne lub słabo kwaśne, bardzo zróżnicowane pod względem troficznym. Najlepiej rośnie na stanowiskach nasłonecznionych, ale utrzymuje się także w cienistych lasach i gęstych szuwarach trzcinowych. Jest rośliną ciepłolubną.
Wschodnie krańce zasięgu (południowy Ural) to obszary ze średniomiesięczną temperaturą w okresie zimowym sięgającą –20 °C. Z kolei izolowane populacje w południowej części zasięgu utrzymują się na terenach, gdzie średniomiesięczne temperatury latem przekraczają 20 °C, a opady wynoszą poniżej 150 mm. Opady w obrębie zasięgu sięgają na niektórych obszarach nawet 2000 mm rocznie, co znaczy, że czynnik ten nie wpływa istotnie na rozprzestrzenienie gatunku. Związek z nim mają natomiast wysokie temperatury w okresie letnim (ponad 15 °C) i odpowiednio długi okres wegetacyjny.

### Struktura populacji
Z powodu krzaczastego pokroju i dużych rozmiarów pojedyncze rośliny mogą zajmować nawet do 2 m² powierzchni. Skutkuje to ich relatywnie niewielkim zagęszczeniem w populacji wynoszącym ok. 0,17 egzemplarza na 1 m² w przypadku stabilnych i starych populacji, do 1,31 egzemplarza na 1 m² w przypadku populacji dynamicznych, w których obecne są formy juwenilne i siewki.

### Interakcje międzygatunkowe

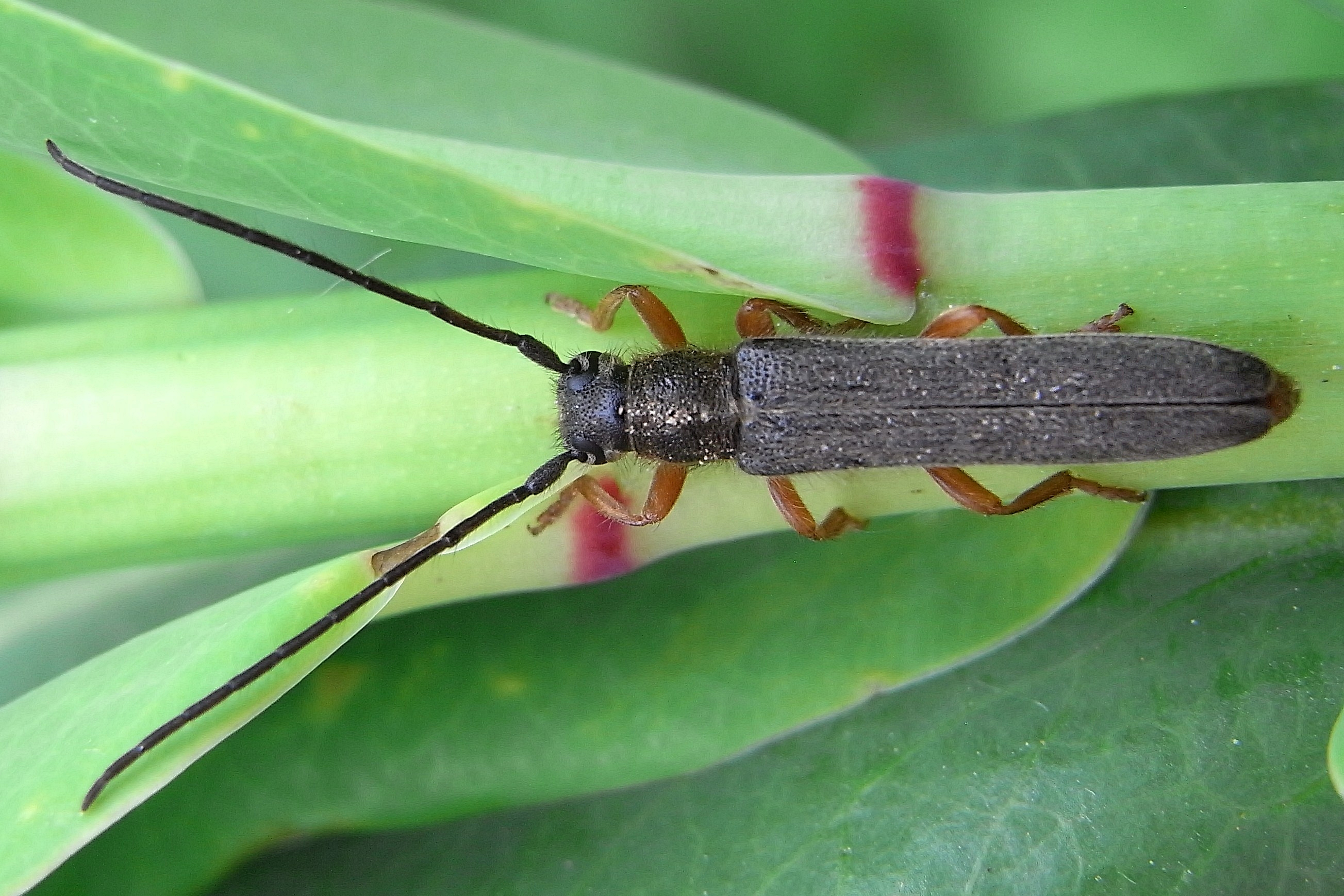
Chrząszcz Oberea euphorbiae – monofag wilczomleczu błotnego

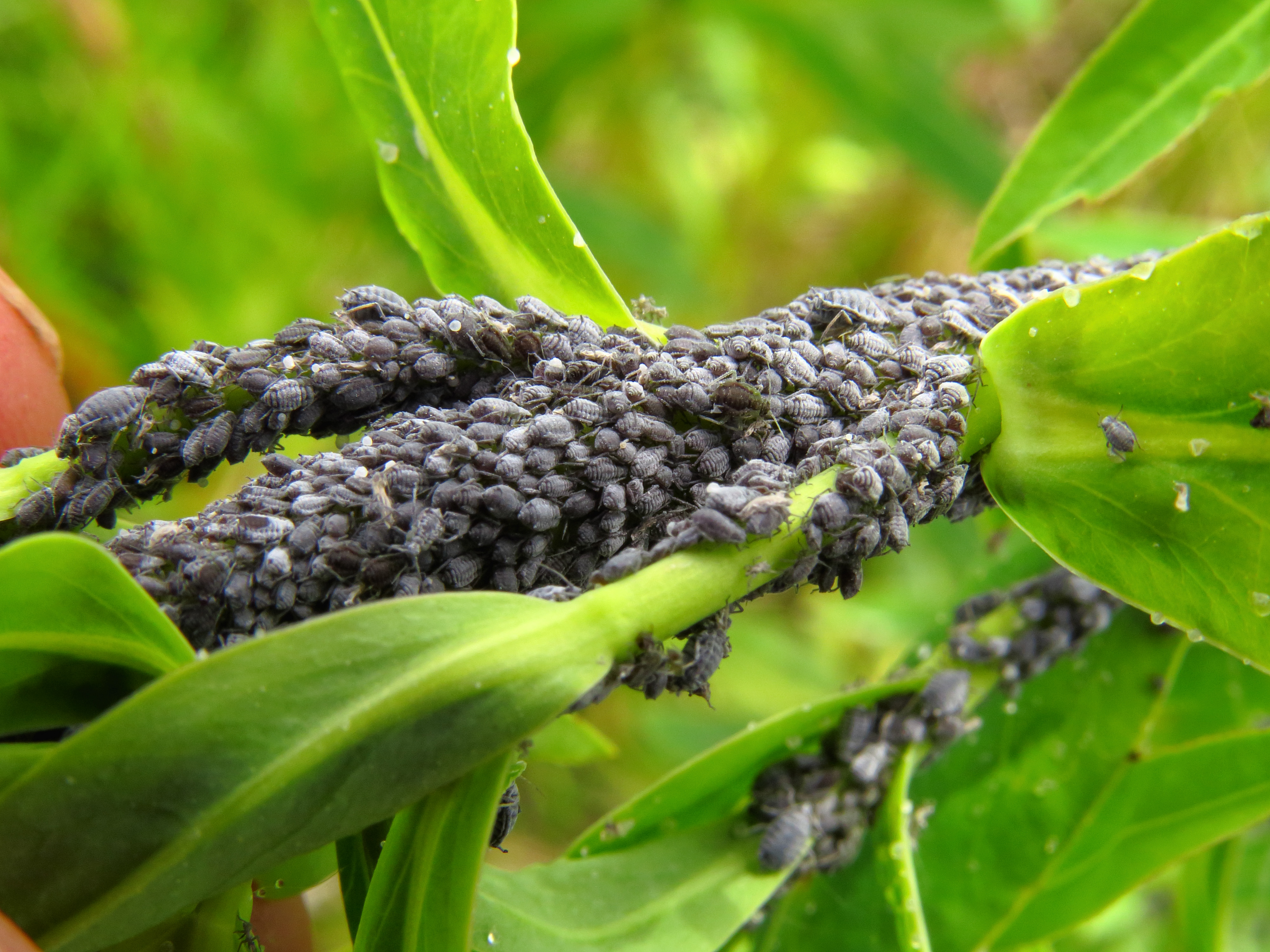
Mszyce na pędzie wilczomleczu błotnego ze stanowiska na Ukrainie

Ekspansja trzciny pospolitej i wierzb, ich gęsty i wysoki wzrost na stanowiskach wilczomleczu błotnego skutkuje ustępowaniem tego gatunku.
Wilczomlecz błotny jest często zgryzany przez jelenie, przy czym nie wpływa to jednak istotnie na żywotność roślin, choć może osłabiać produkcję nasion. Prawdopodobnie z powodu wydzielania trującego soku mlecznego, na roślinach tego gatunku owady żerują rzadko. Korzenie i łodygi wilczomleczu błotnego oraz rózgowatego E. virgata i błyszczącego E. lucida są jedynym źródłem pożywienia monofagicznych larw motyli Chamaeshpecia palustris i Chamaeshpecia hungarica (Sesioidea). Monofagiem przywiązanym wyłącznie do wilczomleczu błotnego jest chrząszcz Oberea euphorbiae (kózkowate), a do tego gatunku i E. lucida – Aphtona violacea (stonkowate). Galasy tworzą larwy muchówki Dasyneura schulzei (Cecidomyiida). Rzadko na wilczomleczu tym stwierdzano obecność mszyc Acyrtosiphon euphorbiae.
Wśród grzybów porażających tę roślinę jest dla niej tylko specyficzny gatunek – Plagiostoma euphorbiae (Diaporthales). Poza tym atakują ją rdze i mączniakowce: Melamsora euphorbiae, Melamsora euphorbiae-dulcis, Uromyces verrucosae-craccae i Podosphaera euphorbiae (Sphaerotheca).

### Fitosocjologia
W klasyfikacji zbiorowisk roślinnych w Europie Środkowej wilczomlecz błotny uznawany jest za gatunek charakterystyczny dla rzędu (O.) Convolvuletalia (niepewne, wymaga dalszych badań), związku zespołów (All.) Filipedulion (niepewne, wymaga dalszych badań), oraz gatunek charakterystyczny i wyróżniający dla zespołu roślinności (Ass.) Veronico-Euphorbietum. W skali całego swego zasięgu gatunek występuje jednak w zróżnicowanych zbiorowiskach. W zachodniej części swego zasięgu częściej rejestrowany jest w zbiorowiskach szuwarowych (klasa Phragmitetea), zwłaszcza z trzciną pospolitą. Poza tym w zbiorowiskach z rzędów Magnocaricion, Molinio-Holoschoenion, Convolvulion sepium i związku Molinietalia caeruleae. W Europie Środkowej częściej dokumentowany jest w towarzystwie gatunków łąkowych ze związków Cnidion i Molinion. Na północy zasięgu notowany jest w zbiorowiskach łąk zalewowych Agropyro-Rumicion z udziałem gatunków tolerujących zasolenie. Na wschodzie rośnie głównie w szuwarach mozgowych i trzcinowych.

## Biologia

### Rozwój

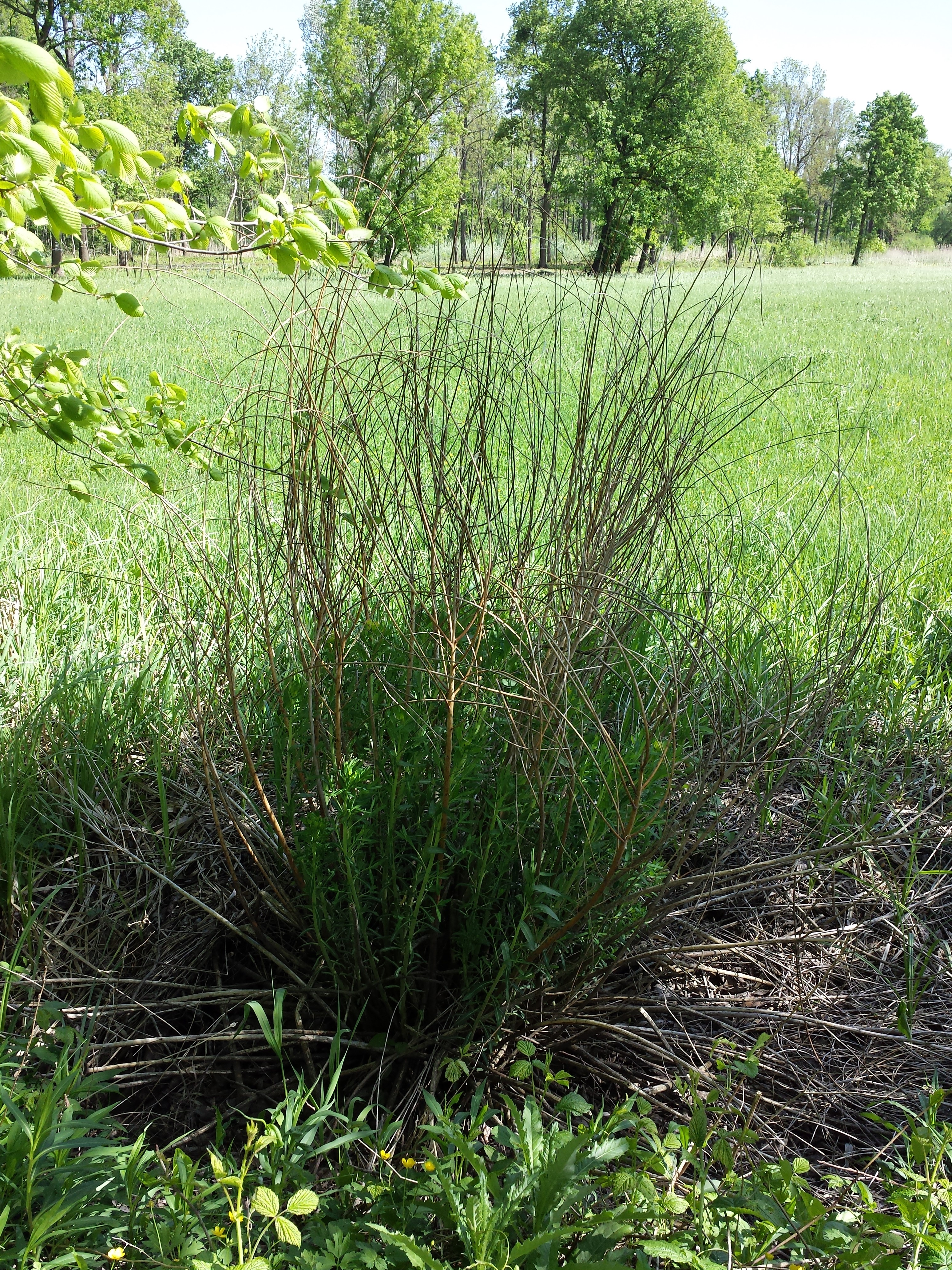
Pokrój rośliny wiosną – suche łodygi zeszłoroczne i rozwijające się tegoroczne

Bylina, długowieczny hemikryptofit, czasem (zwłaszcza w pierwszych dwóch latach rozwoju) także geofit odnawiający się z szyi korzeniowej. Rośliny dożywają 50 lat lub nawet więcej. Rozmnażają się niemal wyłącznie przez nasiona – okazy będące klonami, powstające dzięki poziomo odrastającym niektórym pędom, stanowią ok. 1% populacji. Kwitnąć zaczynają rośliny w wieku 3–4 lat, wyjątkowo młodsze. W miarę upływu lat pędy osiągają większą wysokość i jest ich więcej. Rośliny stare jednak znów mają pędy niższe i mniej liczne.
Rośliny w Europie Środkowej wypuszczają nowe pędy w marcu z czerwonawych pąków znajdujących tuż nad powierzchnią gruntu pędów ubiegłorocznych (pąki te powstają także rok wcześniej). Na początku kwietnia rozwijają się na młodych pędach pierwsze liście. Od połowy kwietnia do połowy czerwca trwa okres najintensywniejszego wzrostu roślin. Pierwsze kwiatostany powstają już w końcu kwietnia, ale pełnia kwitnienia zaczyna się od połowy maja i trwa do połowy czerwca. Kwitnienie kończy się najpóźniej w lipcu. W czerwcu zaczynają dojrzewać owoce i wówczas żółte w czasie kwitnienia przysadki stają się zielone. Nasiona są zrzucane do końca sierpnia, po czym pędy nadziemne zaczynają degenerować. Liście żółkną, potem stają się pomarańczowoczerwone i odpadają, a łodygi szarzeją i już martwe utrzymują się zwykle wzniesione przez kolejny sezon.
KwitnienieNa intensywność kwitnienia istotny wpływ mają warunki pogodowe. Kwiaty zapylane są tylko krzyżowo przez owady, najczęściej przez muchówki (muchowate, wyślepkowate), poza tym przez bzygowate, chrząszcze (stonkowate, kózkowate, ryjkowce, sprężyki), błonkoskrzydłe (męczelkowate, pilarzowe, złotolitki, pszczoły), także przez mrówki Formicidae, a nawet pająki. Bezkręgowce wabione są żółtymi kwiatostanami i nektarem, obfitującym we fruktozę, glukozę i sacharozę. Muchy przywabia także zapach kwiatów opisywany jako „stęchły”.
RozsiewanieOgraniczona skuteczność zapylania, żerowanie roślinożerców i przerywany rozwój zarodków sprawiają, że tylko z około co czwartego zalążka rozwija się nasiono. Żywe nasiona mają barwę czarną, podczas gdy jasnobrązowe i brązowe są niezdolne do kiełkowania. Na jednej roślinie rozwija się bardzo różna liczba owoców i nasion w zależności od wieku rośliny i warunków pogodowych, przy czym najczęściej jest ich odpowiednio od ok. 130 do 190 (w warunkach niekorzystnych) i od 390 do 580 (w warunkach optymalnych). Rozsiewanie jest autochorycznie – dojrzałe torebki wysychają i pękając wyrzucają nasiona, które spadają w odległości do kilku metrów od rośliny macierzystej. Ze względu na obecność elajosomu – nasiona bywają przenoszone przez mrówki. Transport na większe odległości odbywa się za pomocą wody. W nasionach znajduje się miękisz powietrzny, dzięki któremu mogą one unosić się na wodzie (50% zachowuje pływalność po 7 dniach, 30% po 50). Na ziemi nasiona tworzą glebowy bank liczący do 70 nasion na 1 m². Nasiona znajdują się wyłącznie w powierzchniowej części gleby (do 5 cm głębokości).
KiełkowanieNasiona generalnie kiełkują w tym samym sezonie. Potwierdzono to w warunkach kontrolowanej uprawy, gdy tylko bardzo nieliczne nasiona kiełkowały wiosną w dwóch latach następnych. W warunkach naturalnych obserwacje w Niemczech wykazały obecność kiełkujących roślin jednak tylko wiosną następnego roku. Przechowanie nasion w suchym pomieszczeniu i w temperaturze pokojowej skutkowało wprowadzeniem ich w stan uśpienia i po ich wysianiu kiełkowała tylko 1/5 z nich. Stratyfikacja nasion pozwala na zwiększenie udziału roślin kiełkujących do ponad 3/4. Śmiertelność siewek jest bardzo duża (86%), po czym u młodych roślin i później wyraźnie spada. Skuteczność kiełkowania zależy od presji konkurencyjnej innych roślin, dlatego bardzo korzystne dla niego są wezbrania zimowe powodujące powstawanie powierzchni wolnych od pokrywy roślinnej. Kiełkowanie jest epigeiczne.
SiewkaPierwszy pojawia się i rośnie korzeń pierwotny, następnie rozwijają się liścienie. Cała siewka jest naga i zawiera sok mleczny. Łodyga nadliścieniowa (epikotyl) jest wydłużona (do 2,5 cm długości), naga, a podliścieniowa (hipokotyl) ma od 1 do 3,5 cm i szybko grubieje. Liścienie mają ogonek długości 0,5–1 cm i blaszkę jajowatą do 1,5 cm długości, na końcu zaokrągloną, u nasady zaokrągloną do zbiegającej. Pierwsze liście są naprzeciwległe, siedzące, eliptyczno-podługowate, o nasadzie zbiegającej i długości do 1,5 cm. W pierwszym roku rozwoju siewka osiąga do 10 cm wysokości i rozwija do 14 liści.

### Właściwości chemiczne
Roślina we wszystkich organach zawiera trujący sok mleczny, chroniący roślinę przed żerowaniem roślinożerców. Zidentyfikowano w nim liczne związki fenolowe, takie jak: kwercetyna, kempferol, mirycetyna, stepogenina, kwas galusowy, hiperozyd. Skład chemiczny soku ulega zmianom w zależności od stanu roślin – w populacji zarażonej grzybami chorobotwórczymi stwierdzano wzrost udziału składników o działaniu przeciwgrzybiczym.
Sok mleczny ma działanie drażniące, u osób wrażliwych może wywoływać stany zapalne skóry i oczu, w skrajnych przypadkach prowadzące nawet do ślepoty. Wykazuje także działanie rakotwórcze.
Ekstrakt z tego gatunku wykazuje działanie bakterio- i grzybobójcze przeciw: Bacillus subtilis, Staphylococcus aureus, Escherichia coli i Candida albicans.

### Genetyka
Liczba chromosomów 2n = 20. Ze względu na zapylenie krzyżowe w obrębie populacji tego gatunku występuje znaczne zróżnicowanie genetyczne. W małych populacjach następuje jednak znaczny spadek tego zróżnicowania.

## Systematyka
Wilczomlecz błotny należy do podrodzaju Esula Pers. obejmującego ok. 500 euroazjatyckich gatunków, a w jego obrębie do sekcji Tulocarpa (Raf.) Prokh. i podsekcji Lutescens Prokh. Do najbliżej spokrewnionych gatunków należą: Euphorbia aristata, Euphorbia lamprocarpa i Euphorbia soongarica, wraz z którymi łączony jest w serię Soongaricae Baikov.
Nie są znane mieszańce u tego gatunku.

## Nazewnictwo
Nazwa naukowa rodzaju Euphorbia pochodzić ma od imienia Euforbosa, nadwornego lekarza Juby II, władcy Numidii, później Mauretanii. Przeniesiona została na rodzaj przez Karola Linneusza za Pliniuszem Starszym, który używał nazwy euphórbea w odniesieniu do Euphorbia officinarum, gatunku którego lecznicze właściwości miał odkryć Euforbos. Nazwa gatunkowa palustris pochodzi od łac. słowa palus – bagno i oznacza bagienny, rosnący na bagnie.
U Krzysztofa Kluka (1805) gatunek wymieniony pod nazwą euforbia błotna. W pierwszym wydaniu „Roślin polskich” (1924) gatunek występuje pod nazwą ostromlecz błotny. W XX wieku ustalona zostaje nazwa rodzajowa wilczomlecz i gatunek od drugiej połowy tego wieku znany już jest tylko jako wilczomlecz błotny.

## Zagrożenia i ochrona
Krytycznym oddziaływaniem warunkującym skuteczne odnawianie się i trwanie populacji wilczomlecza błotnego jest występowanie naturalnych wezbrań i okresowych niżówek w dolinach rzek. Bez nich siewki tego gatunku nie mają możliwości rozwoju. Populacje starzeją się, zmniejsza się ich zróżnicowanie genetyczne i spadają możliwości wymiany genetycznej między populacjami. W dodatku wraz ze spadkiem liczebności populacji maleje skuteczność zapylania kwiatów.
Szczególnie złe perspektywy dla gatunku występują na obszarach silnej antropopresji – w warunkach regulacji rzek i skutecznej ochrony przeciwpowodziowej, eliminujących naturalne wezbrania. Przywrócenie ich w rzekach jest podstawowym warunkiem utrzymania gatunku. W celu poprawy jego perspektyw możliwe jest także wzmacnianie stanowisk materiałem roślinnym mnożonym ex situ (rekomendowane jest dosadzanie siewek jednorocznych) oraz ograniczanie występowania silnie konkurencyjnej wobec wilczomleczu trzciny pospolitej. Skuteczne jest jesienne koszenie, które wilczomleczom nie szkodzi, a rozluźniając trzciny zwiększa znacznie produkcję nasion wilczomlecza błotnego (w doświadczeniach z ok. 160 do 280 w pierwszym sezonie po rozpoczęciu koszenia i 380 w kolejnym).
Ze względu na rozległy zasięg, duże zasoby i brak zidentyfikowanych znaczących zagrożeń dla gatunku w skali globalnej uznany został przez Międzynarodową Unię Ochrony Przyrody za gatunek najmniejszej troski (least concern – LC). Gatunek klasyfikowany jednak jest jako narażony w Niemczech, Holandii, Austrii i Szwajcarii. W Polsce umieszczony był na Czerwonej liście roślin i grzybów Polski (2006) w grupie gatunków narażonych na wyginięcie (kategoria zagrożenia V). W wydaniu z 2016 roku otrzymał kategorię NT (gatunek bliski zagrożenia). Ocenia się, że w Polsce liczba jego stanowisk zmniejsza się, jednak nie podlega ochronie prawnej. Chroniony jest natomiast w Niemczech i części prowincji we Francji. Wyraźnie traci stanowiska w południowej części zasięgu (Katalonia, Włochy i Turcja).

## Zastosowanie

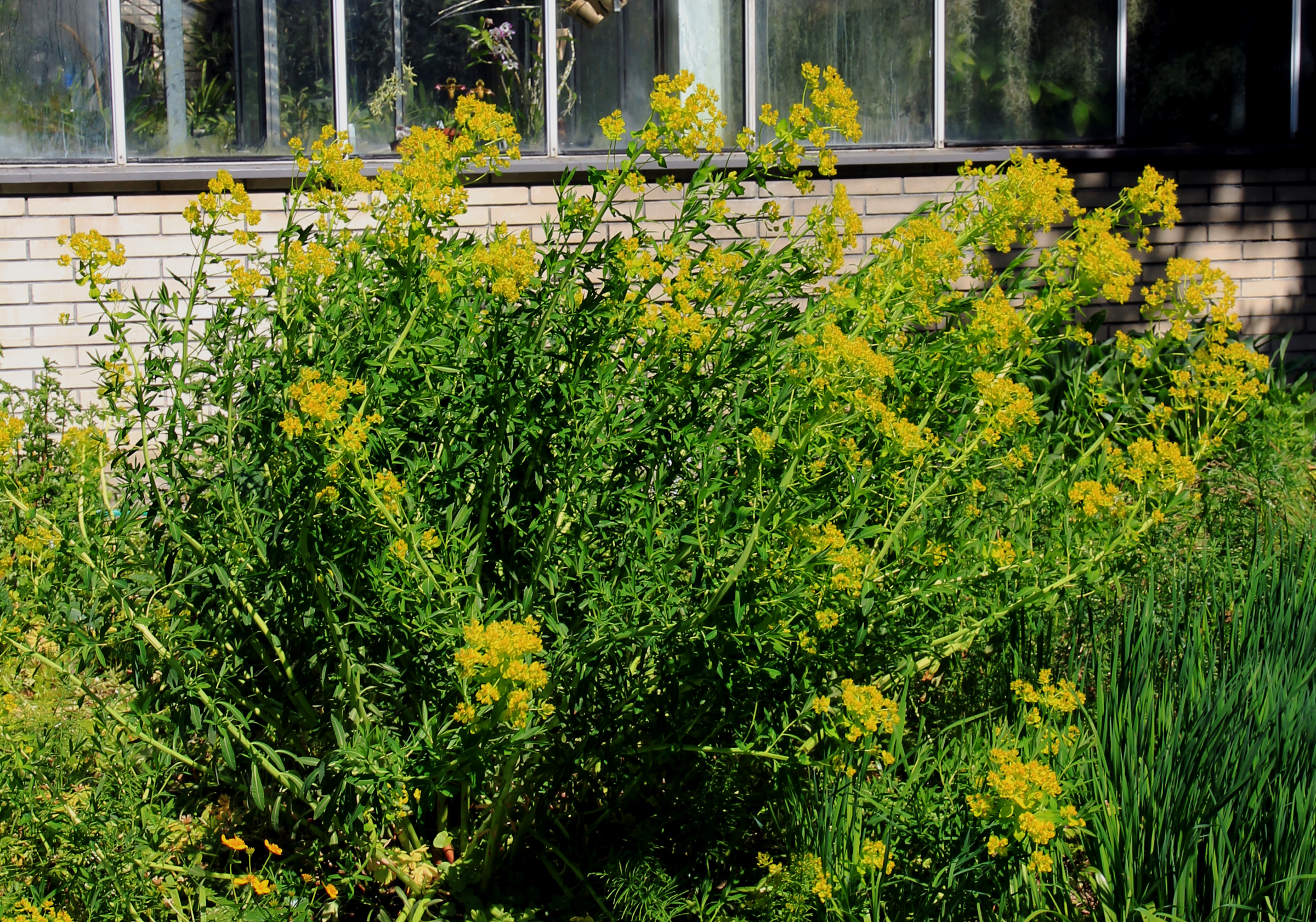
Wilczomlecz błotny uprawiany w Ogrodzie botanicznym w Pradze

### Roślina ozdobna
Ze względu na efektowny wygląd – wysoki wzrost, krzaczasty pokrój i duże, intensywnie żółte kwiatostany gatunek jest stosowany jako roślina ozdobna. Szczególnie zalecany jest do nasadzeń krajobrazowych w parkach, wśród półnaturalnych, tworzonych z gatunków rodzimych zbiorowisk trawiastych, poza tym nad stawami i w miejscach podmokłych, ale także na rabatach i w ogródkach przydomowych. Jest łatwo dostępny w ofercie handlowej, co potencjalnie grozi jego rozprzestrzenieniem poza naturalny zasięg, ale potencjał jego inwazyjności jest tymczasem jeszcze nieznany. Gatunek reintrodukowany w Belgii (notowany był w tym kraju w XIX wieku, po czym wyginął) wykazuje się znaczną inwazyjnością. Wilczomlecz błotny wysadzony na terenach trawiastych na terenach zurbanizowanych w Wielkiej Brytanii także zwiększył swój udział w pokryciu roślinności w ciągu kilku lat.

### Roślina lecznicza
Wilczomlecz błotny stosowany jest w ziołolecznictwie. Jego korzeń ma mieć działanie przeciwgorączkowe, a sok mleczny stosowany jest przeciw kurzajkom i brodawkom. Odwary z tego gatunku stosowane były m.in. w ziołolecznictwie na Podolu.

## Uprawa
Uprawa gatunku możliwa jest w 5 do 10 strefie mrozoodporności. Roślina rozmnażana jest przez wysiew nasion. Należy ją uprawiać na brzegach wód (do 10 cm głębokości) pojedynczo lub w małych grupach, w miejscach otwartych, słonecznych do półcienistych. Dobrze znosi też okresowe wysychanie podłoża. Najlepiej rośnie w glebie przepuszczalnej i żyznej, ale udaje się także na glebach ciężkich i ubogich. Roślina nie wymaga szczególnych zabiegów pielęgnacyjnych i nie jest wrażliwa na choroby lub żerowanie owadów. Dla uniknięcia rozsiewania się rośliny w ogrodzie należy usuwać kwiatostany po przekwitnieniu. Przy pracy z rośliną rekomendowane jest stosowanie rękawic i okularów ochronnych ze względu na drażniące działanie soku mlecznego.